# والتر لاوفر

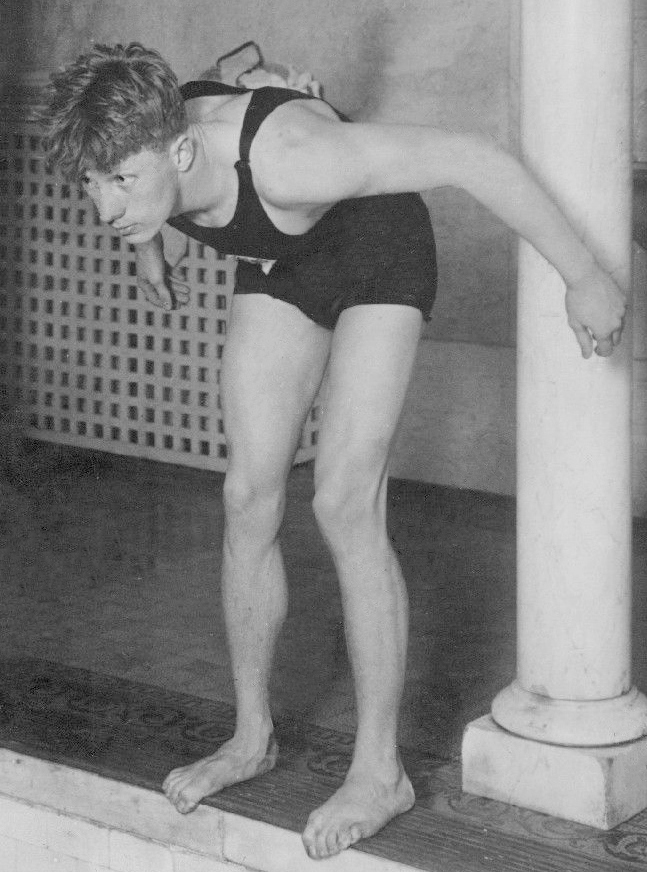
والتر لاوفر - ۱۹۲۶

والتر لاوفر (به انگلیسی: Walter Laufer) (زادهٔ ۵ ژوئیهٔ ۱۹۰۶) شناگر اهل ایالات متحده آمریکا است.